# Government of Ireland Act 1920
|  | Artiklen indgår i en serie om Irlands historie |
Government of Ireland Act 1920 (fuld titel er An Act to Provide for the Better Government of Ireland) også kendt som den fjerde lov om hjemmestyre, og som den anden vedtagne lov fra i det Forenede Kongerige. Loven tilvejebragte to separate hjemmestyreområder i Irland og delte dermed Irland i Nordirland som grundlagde deres parlament ud fra denne lov, og i et Sydirland hvor loven aldrig blev implementeret.

## Forudsætninger
I løbet af den sidste fase af det 19. århundrede og den indledende fase af det 20. århundrede var der gjort flere forskellige forsøg på at give Irland et begrænset regionalt selvstyre, kendt som hjemmestyre.
Det første lovforslag om hjemmestyre blev nedstemt i det britiske underhus i 1886 grundet en markant opposition fra unionister og medlemmer af Orangeordenen, denne opposition gav anledning til efterrationalisering i det liberale parti, og i 1893 stemte man igen om loven som blev godkendt i underhuset men blev standset da Overhuset nedlagde veto mod dets godkendelse. Den tredje afstemning om hjemmestyre i 1912 kunne ikke længere blive vetoet af Overhuset, da de mistede denne ret ved en forfatningsændring i 1911, loven kunne kun blive forhalet i to år.
Grundet den konstante trussel om en borgerkrig i det irske inviterede Kong George V såvel unionistiske som nationalistiske ledere til en konference på Buckingham Palace i juli 1914 med det formål at tilnærme hinanden. Konferencen endte uden resultat og blev overhalet af den diplomatiske situation i Europa, – under en måned efter denne konference befandt Storbritannien sig i deres værste krig nogensinde – 1. verdenskrig. Politisk bakkede det liberale parti i Storbritannien op om total løsrivelse af hele Irland, mens at unionisterne bakkedes op af de konservative der mente at Ulsters ni grevskaber aldrig kunne løsrives England. Efter en tilføjelse til loven om at Ulster var undtaget loven blev den vedtaget og fik dens kongelige godkendelse kort efter udbruddet på 1. verdenskrig.

## Walter Long´s Komité
Den britiske premierminister H.H. Asquith forsøgte to gange under 1.verdenskrig at implementere den tredje hjemmestyrelov; første gang i maj 1916 da det mislykkedes at nå til enighed med det unionistiske Ulster og anden gang i forbindelse med den irske kongres der var en lang række af samtaler styret af John Redmond, fra juli 1917 til marts 1918, disse endte også uden resultat. Kongressen udkomme var efter næsten et års samtaler en fælles, unionistisk og nationalistisk, udtale om forslag af konfliktens problemer. Den britiske regering, nu under ledelse af David Lloyd George, var stemt for at implementere hjemmestyreloven, da den britiske kabinetskomité under ledelse af unionisten Walter Long kom med et radikalt nyt forslag. Longs forslag var at danne to hjemmestyreregioner et nordirsk og et sydirsk med hvert deres parlament. Overhuset ændrede forslaget således at det blev et tokammersystem hvor såvel hans majestæt, senat samt underhus var repræsenteret i såvel Nord,- som Sydirland.

## To hjemmestyrede Irlande
Loven delte Irland i to parlamentariske enheder, der hver især skulle praktisere selvstyre, med undtagelse af områder der var reserveret for parlamentet for det forenedede kongerige; De vigtigste områder hvor man ikke kunne bestemme var;- sager vedrørende kongehuset, forsvaret, udenrigspolitik, international handel og finanspolitik.
Det sydlige Irland omfattede hele Irland med undtagelse af grevskaberne Antrim, Armagh, Down, Fermanagh, Londonderry og Tyrone samt de parlamentariske valgkredse Belfast og Londonderry som udgjorde Nordirland. Nordirland udgjorde seks ud af 9 grevskaber i Ulster hvor unionisterne kunne forvente at udgøre en klar majoritet. Selvom grevskaberne Fermanagh og Tyrone havde katolsk nationalistiske flertal på dette tidspunkt.

## Regeringssystemets opbygning
Systemet var bygget op således at der i toppen som udøvende magt var placeret overhusets premierløjtnant over Irland, der var øverste chef for begge dele af Irland. Systemet var opbygget omkring kolonial forfatningsteori. Den udøvende magt lå lovmæssigt hos kronen og var i teorien ikke ansvarlig overfor parlamentet. Overhusets premierløjtnant kunne udpege et kabinet der ikke var afhængig af parlamentarisk støtte. Der var ingen plads til en premierminister.
En sådan opbygning af regeringssystemet svarede til de koloniale forfatninger der var blevet indført i Canada og Australien, hvor generalguvernøren i teorien sad ene med magten og stod uden ansvar i forhold til nogle parlamenter. I realiteten fungerede de dog således at regeringer blev valgt af parlamentet og tog deres parlamentariske ansvar alvorligt. Man oprettede faktisk en premierministerpost. En sådan udvikling forventede man også ville foregå i såvel Nord-, som Sydirland, men der var intet teknisk i loven der hjemlede en sådan proces.

## Potentiale for irsk samling
Et irsk fælles råd ville samordne sager der havde fælles interesse for de to parlamenter, dette var organiseret således at hvert af parlamenterne havde indflydelse på magtfordelingen i rådet, det var et håb at dette råd kunne udvikle sig til et fælles irsk parlament. Begge parlamenter fortsatte med at være repræsenteret i det engelske parlament i Westminster. Første valg til begge underhuse fandt sted i maj 1921.

## Følger

### Nordirland
Det nordirske parlament blev taget i brug juni 1921. Ved dets indvielse på Belfast Rådhus holdt den engelske kong George V en berømt tale for forsoning mellem England og Irland og mellem nord og syd i Irland. Talen, der var i tråd med regeringen under David Lloyd George og inspireret af Jan Smuts fra den sydafrikanske regering, blev entusiastisk holdt af kongen, åbnede formelt døren for kontakt mellem den britiske regering og den republikanske administration under Éamon de Valera.

### Sydirland, Den irske Fristat
Sydirland blev aldrig en realitet. Samtlige 128 valgte parlamentsmedlemmer blev sendt hjem uden modstand, hvoraf de 124 der var valgt for Sinn Féin erklærede dem selv for TD (Teachta Dála – irsk for parlamentsmedlemmer) og forsamlede sig i stedet i den i republikken Irlands 2.Dáil. Da kun fire unionistiske parlamentsmedlemmer (alle valgt på de stærkt pro-engelske universiteter) og 15 udpegede senatorer dukkede op ved den officielle indvielse af det sydirske parlament på Dublins Royal College of Science i juni 1921, blev den ny forsamling ophævet.
Det sydirske underhus blev vakt kortvarigt til live i forbindelse med den anglo-irske aftale i 1921 for at udfylde to funktioner. Den første funktion var at ratificere den anglo-irske traktat 22.januar 1922 efter at den anden Dáil, der var den eneste instans som nationalisterne anerkendte, havde godkendt traktaten tidligere i januar 1922. For det andet var det påkrævet at indsætte en midlertid regering anerkendt af englænderne, dette blev gjort da general Michael Collins blev indsat af adelsmand Fitzalan af Derwent.

### Konsekvenser
Den anglo-irske traktat gav det nordirske parlament muligheden for at trække sig ud af den irske fristat, hvilket var så godt som forudbestemt at de også ville gøre. En irsk grænsekommission blev dannet med det formål at redefinere grænserne mellem de to Irlande, kommissionen blev dog underkendt af såvel den britiske som den irske regering. Det fælles irske råd kom aldrig til at fungere efter hensigten (som et fælles irsk parlament), da unionisterne ganske simpelt nægtede at møde op.
I forlængelse af at den irske fristat var blevet skabt, blev det nordirske parlamentariske system justeret via ''Den irske fristats lov'' for at dække over fiaskoen med det aldrig effektuerede sydirske parlament. Man afskaffede Overhusets premierløjtnant og oprettede i stedet den øverste magtfulde stilling som Guvernør af Nordirland.
I 1977 udfordrede John Hume den passus i Special Powers Act der tillod en soldat at sprede enhver forsamling på tre eller flere mennesker. Retspræsidenten i Nordirland, Lord Lowry indskærpede at det var parlamentarisk overskridelse af sine beføjelser i forhold til det forbud som forbød parlamentet at vedtage love der skulle respektere militæret.

### Annullering
I Nordirlandsloven fra 1998 blev 1920-loven sat ud af kraft, efter Belfast-aftalerne. I selve republikken Irland blev loven først endeligt forkastet ved lovrevisionen i 2007 – 70 år efter republikkens forfatning fra 1937.

## Fodnoter
1. ↑  A prime minister of Canada had come into existence within a decade of colonial rule in Canada, while in Australia a prime minister appeared in the system of government from the moment the Commonwealth of Australia came into being.
2. ↑  Jan Smuts was one of the best Boer commanders of the Anden Boerkrig. His deep Commando raids into Cape Province caused considerable embarrassment and difficulties for the British Army. After the war he decided that his future and that of South Africa lay in reconciliation between Afrikaner and the British. In 1914 at the start of World War I the Boer "bitter enders" rose against the government in the Boer Revolt and allied themselves with their old supporter Germany. General Smuts played an important part in crushing the rebellion and defeating the Germans in Africa, before fighting on the Western Front. The South African establishment, of which Smuts was a part, in contrast to the British establishment in 1916, was lenient to the leaders of the revolt, who were fined and spent two years in prison. After this revolt and lenient treatment the "bitter enders" contented themselves with working within the system. It was his experience of the Boer–British rapprochement which he was able to bring to the attention of the British government as an alternative to confrontation.
3. ↑  Robert Lynd Erskine Lowry; ODNB
4. ↑  Irish Times 10 January 2007, p4.